# Nguyễn Đan Quế
Nguyễn Đan Quế (connu aussi sous le nom Nguyễn Châu) est un médecin et un dissident vietnamien. Condamné à de multiples reprises pour ses activités pro-démocratiques, il cumule plus de vingt ans de prison (en 1978-1988, 1990-1998, 2003–2005).

## Biographie
Nguyễn Đan Quế est né à Hanoï, en 1942, pendant la période de l'occupation japonaise en Indochine,. 
En 1945, son père, membre du Parti Nationaliste du Viêt-Nam est assassiné par le Viêt-Minh. 
Lors de la partition du pays en juillet 1954, après les Accords de Genève, sa mère émigre dans le Sud du pays, avec ses cinq enfants. Nguyễn Đan Quế commence des études de médecine à Saïgon au début des années 1960. Il obtient son diplôme de docteur en médecine, en 1966, à l’âge de vingt quatre ans. Il rejoint le service de l’hôpital Chợ Rẫy et enseigne en tant que professeur adjoint à la faculté de médecine de Saïgon.
Bénéficiaire d’une bourse de l’OMS, il poursuit une spécialisation en endocrinologie à l’étranger, en Belgique en 1968, France en 1969 et Angleterre en 1972.
Il revient en 1974 au Viêt-Nam pour reprendre son service à l’Hôpital Chợ Rẫy et enseigne également l'endocrinologie à la faculté de médecine. 
À la chute de Saigon le 30 avril 1975, il est promu directeur du service de médecine interne. Il refuse de quitter le pays pour rester au service des plus démunis. En désaccord sur la politique discriminatoire en matière de santé, il entre en conflit avec les nouvelles autorités communistes. Il est démis de ses fonctions en 1976.

## Activités politiques
En 1978, il est le fondateur et l’un des 47 membres d’un mouvement de lutte pacifique intitulée Front National du Progrès et publie deux périodiques clandestins appelant au soulèvement de la population. Lorsque ce mouvement est démantelé, le médecin est arrêté et est emprisonné pendant dix ans sans procès ni jugement. Cinq militants du Front National du Progrès décèdent en prison. Libéré en 1988, il poursuit la lutte démocratique. Il devient le premier membre vietnamien de l'ONGI Amnesty International.
En 1990, il crée l’organisation Apogée de l’humanisme (Cao trào Nhân Bản) et publie un manifeste pro-démocratique prônant le pluralisme politique, le respect des droits de l’homme et la tenue d'élections générales libres. Il est de nouveau arrêté et, cette fois-ci, condamné à vingt ans de prison assorti de cinq années d’assignation à résidence pour « tentative de renversement du gouvernement populaire ». À la suite des pressions internationales, notamment grâce à l'action d'Amnesty International, il est libéré en septembre 1998 et refuse de quitter le Viêt-Nam.
Le 11 mai 1999, il lance un nouvel appel à la démocratisation du régime. En mars 2003, il est de nouveau arrêté pour ses critiques contre le gouvernement. Le 29 juillet 2004, il est condamné à trente mois de prison pour « avoir abusé des libertés démocratiques et porté atteinte aux intérêts de l’État ». Il est amnistié avant le nouvel an lunaire de 2005,.
Le 26 février 2011, il est arrêté par la Sécurité publique de Ho Chi Minh-Ville dans le cadre d’une enquête sur une « tentative de renversement du gouvernement populaire ». Son ordinateur personnel comprenant sa documentation politique est confisqué. Cette nouvelle pression des autorités communistes soulève une nouvelle fois l'action d'Amnesty International.
Depuis le 8 février 2014, il co-dirige avec le prêtre Phan Văn Lợi, l’Association des anciens prisonniers de conscience du Viêt-Nam.
Le 30 décembre 2016, le Dr Nguyễn Đan Quế co-signe avec l'ingénieur Đỗ Nam Hải (au nom du Bloc pro-démocratique 8406) une lettre intitulée Sur le danger de disparition du pays - Considérations actuelles (Nguy cơ mất nước - Nhận định thời sự) dénonçant l'asservissement de Hanoi vis-à-vis de la Chine,. Cet appel nationaliste en direction de leurs compatriotes se termine pas une célèbre citation du pasteur Martin Luther King : « Cette génération aura à se repentir, non pas tant pour les mauvaises actions des gens méchants, mais pour le silence effroyable des bonnes personnes ».

## Distinctions
Pour ses activités pro-démocratiques pacifiques, le Dr Nguyễn Đan Quế est bénéficiaire de nombreux prix. En 1994, il reçoit le Prix des Droits de l’homme Raoul Wallenberg, l’année suivante celui de Robert F. Kennedy. En 2002, Human Rights Watch lui décerne le prix Hellman/Hammett. En 2004, il reçoit le prix Heinz R. Pagels du Comité des Droits de l'homme des Scientifiques à New York. A de nombreuses reprises il fut proposé pour le prix Nobel de la Paix.
Le 18 mai 2016, il reçoit le Prix des Droits de l’homme Guangju décerné par la Corée du Sud,. Lane Kirkland, le dirigeant syndical américain qui fut président de l'AFL-CIO, a comparé le Dr Quế aux dissidents historiques Andrei Sakharov, Lech Walesa ou Nelson Mandela.
En 2012, un article du New York Times le qualifiait de « dissident le plus renommé » du Viêt-Nam.